# Ана Софреновић
Ана Софреновић (Београд, 18. септембар 1972) српска је филмска и позоришна глумица.

## Биографија
Ана је рођена у мешовитој српско-британској породици. Поред успешног бављења глумом Ана Софреновић је потврђена певачица, превасходно џез и филмске музике.
Из брака с глумцем Драганом Мићановићем има две ћерке, Лену и Иву. Једно време је живела у Лондону, а последњих неколико година живи у Београду. Године 1999. добила је Царицу Теодору на Филмским сусретима у Нишу за улогу Тијане у филму Небеска удица.
У Енглеској је глумила у серијама: Ултимат Форс, Пороци и Холби Сити, у којој је тумачила лик Марије Овчар од 2000. до 2002. године.
Као певачица дебитовала је у филму Кажи зашто ме остави из 1993. године певајући насловну песму. Године 2005. на 37. Бемусу наступила је у опери Орфеј и Еуридика. Јануара 2006. године наступила је у Карнеги Холу у Њујорку у оквиру концерта који је приредила Мередит Манк.
Награђена је у Паризу 2015. године наградом за најбољу улогу у филму Дечаци из улице Маркса и Енгелса.

## Филмографија
| Год.       | Назив                              | Улога                 |
| ---------- | ---------------------------------- | --------------------- |
| 1990.-те   |                                    |                       |
| 1994.      | Ругалице и убице                   | Катарина              |
| 1994.      | Покварењак                         |                       |
| 1995.      | Знакови                            |                       |
| 1995.      | Пакет аранжман                     | Лина                  |
| 1995.      | Убиство с предумишљајем            | Јелена Љубисављевић   |
| 1997.      | Љубав, женидба и удадба            | Милостива госпођица   |
| 1997.      | Наша Енглескиња                    | Млада Флора Сандс     |
| 1997.      | Балканска правила                  | Јелена Баста „Медена“ |
| 1997.      | Танго је тужна мисао која се плеше | Оксана Михајловна     |
| 1998.      | Буре барута                        | Девојка у возу        |
| 1998.      | Легионар                           | Катрина               |
| 1999.      | Небеска удица                      | Тијана                |
| 2000.-те   |                                    |                       |
| 2000.      | The Vice                           | Ђемила                |
| 2001.      | London's Burning                   | Леви                  |
| 2000-2002. | Holby City                         | Марија Овчар          |
| 2002.      | Saht                               | Ана                   |
| 2002.      | Ultimate Force                     | Маша                  |
| 2003.      | Волим те највише на свету          | Светлана              |
| 2003.      | Strange                            | Мина                  |
| 2003.      | Мали свет                          | Ана Костић            |
| 2004.      | Матилда                            |                       |
| 2004.      | Пад у рај                          |                       |
| 2007.      | Два                                |                       |
| 2007.      | Аги и Ема                          | Мајка                 |
| 2009.      | Жене са Дедиња                     |                       |
| 2010.-те   |                                    |                       |
| 2010.      | Ван контроле                       | Соња                  |
| 2012.      | Доктор Реј и ђаволи                | Бети                  |
| 2014.      | Дечаци из улице Маркса и Енгелса   | мајка Радмила         |

## Позоришне улоге
| Премијера          | Представа                                                      | Улога                   | Позориште                       |
| ------------------ | -------------------------------------------------------------- | ----------------------- | ------------------------------- |
| 28. мај 2005.      | Тесла (Милош Црњански у режији Никите Миливојевића)            | Елен, богата Американка | Мадленијанум                    |
| 21. март 2005.     | Лулу (Франк Ведекинд у режији Горчина Стојановића)             | Грофица Гешвиц          | Југословенско драмско позориште |
| 12. март 1997.     | У пламену страсти (Иван М. Лалић у режији Горчина Стојановића) | Невена                  | Звездара театар                 |
| 18. децембар 2007. | Кабаре (у режији Соје Јовановић)                               | Сали                    | Позориште на Теразијама         |